# ブラマヨ弾話室 〜ニッポン、どうかしてるぜ!〜
ブラマヨ弾話室 〜ニッポン、どうかしてるぜ!〜は、BSフジにて毎週日曜日の22:30～23:00に放送される、日本の心配事を討論する番組である。
毎週1つの心配テーマを討論する番組である。

## 出演者
- ブラックマヨネーズ (小杉竜一、吉田敬)
- 澤田南 (進行アシスタント)
- 吉田大吾 (POISON GIRL BAND)
- 藤本淳史 (田畑藤本)
- デビッド・ホセイン
- 畑山博史
- 足立基浩

ほか

## スタッフ
- 企画・編成：桧山智史
- 構成：山内正之、柳しゅうへい、天野慎也
- メイク：木津恵里子
- カメラ：打越 尚
- 音声：谷口貴三男
- 音響効果：森永悠太
- 編集：関 正一
- MA：吉永茂生
- 技術協力：よしもとブロードエンタテインメント → よしもとブロードテック (旧 トラッシュ)、ネクストライ
- 監修：山中弘明
- AP：木下真奈未
- ディレクター：石本典隆
- キャスティング：野田泰久、種村聡樹
- プロデューサー：服部有紀子、加茂忠夫
- 演出：阿部和孝
- 制作著作：BSフジ、吉本興業

### 過去のスタッフ
- 企画・編成：谷口大二